# Moddergat
Moddergat è un villaggio del comune di Dongeradeel nella provincia della Frisia, nei Paesi Bassi. Ha una popolazione di 221 abitanti al gennaio 2017.
Il nome del villaggio significa 'buco di fango' in lingua olandese e in dialetto frisone occidentale.

## Monumenti e luoghi di interesse
- Museum Fiskershúske, museo dedicato alla vita dei pescatori locali.